# Gardiens des Cités Perdues
 (octobre 2023).
Si vous disposez d'ouvrages ou d'articles de référence ou si vous connaissez des sites web de qualité traitant du thème abordé ici, merci de compléter l'article en donnant les références utiles à sa vérifiabilité et en les liant à la section « Notes et références ».
Gardiens des Cités Perdues (titre original : Keeper of the Lost Cities) est une série de romans jeunesse écrite par Shannon Messenger.
En 2024, la série, toujours en cours, en est à son onzième tome (9 romans, 1 roman/encyclopédie : le tome 8.5, 1 roman narré du point de vue de Keefe, un des personnages de la série : le tome 9.5) ; il faut ajouter quatre nouvelles, publiées en supplément des tomes 6, 7 et 8.
Shannon Messenger a annoncé que le tome 10 conclurait la série. La publication est attendue pour l'hiver 2025.

## Résumé
Cette saga fantastique raconte les aventures de Sophie Foster et de ses amis qui vivent dans les Cités Perdues. Sophie Foster est une jeune fille dotée de multiples pouvoirs ayant été conçue par une organisation secrète, le Cygne Noir. Les héros, Sophie et ses amis, y affrontent une organisation mystérieuse dont Sophie découvre progressivement les rouages. Sophie a vécu son enfance parmi les humains, avant que Fitz, un jeune elfe qui deviendra un ami proche, lui fasse découvrir sa vraie nature, et qu'elle rejoigne le monde des elfes. Elle est alors adoptée par Grady et Edaline Ruewen et fait la rencontre de fidèles amis comme Keefe, Fitz, Dex,  Biana et bien d'autres qui vont l'aider tout au long de ses aventures, dans des moments amusants tout comme dans les situations difficiles. Ils rejoignent le Cygne Noir, une organisation qui œuvre pour mettre en évidence les problèmes du monde des elfes, les résoudre, et c'est dans ce but qu'ils ont créé Sophie, qui est née de modifications génétiques, et qu'ils ont fait en sorte qu'elle soit élevée chez les humains. Ils la protègent et la guident, et ensemble, ils combattent l'autre organisation de rebelles, les Invisibles.
La saga est conseillée aux lecteurs confirmés de 10 à 15 ans et enchaîne les mystères et les surprises.

## Personnages principaux
- Sophie Elizabeth Foster : La protagoniste principale de la série, née dans la Cité interdite de San-Diego de parents humains (Emma et William (Will) Foster), elle est retrouvée par Fitzroy(plus connu sous le nom de Fitz) Vacker qui la ramène dans les Cités perdues quand elle a douze ans. Elle est Télépathe, Instillatrice, Polyglotte, Téléporteuse, Optimisatrice, et possède en outre la capacité à soigner les victimes de brises mémoire, grâce à sa télépathie extrêmement puissante, capacités qu'elle développera tout au cours de la série. Les parents humains de Sophie sont initialement connus comme William et Emma Foster, ses gènes sont issus de gènes d'alicorne, des gènes de la conseillère Oralie, et de ceux d'un donneur à ce jour inconnu. À son arrivée dans les Cités perdues, elle est placée sous la tutelle de Grady et Edaline Ruewen. Sophie est issue d'une manipulation génétique opérée par le Cygne Noir, dans la perspective de faire d'elle le colibri lunaire, ou celle qui pourra apporter du changement dans les Cités perdues. Sophie est connue pour ses yeux marron, ses amis fidèles au sein de son école elfique, et sa capacité à s'attirer involontairement toutes sortes d'ennuis.
- Keefe Irwin Sencen ;
- Fitzroy « Fitz » Avery Vacker  ;
- Dexter « Dex » Alvin Dizznee ;
- Biana Amberly Vacker ;
- Tam Dai et Linh Hai Song ; deux jumeaux qui ont été exilés des Cités perdues car Linh a inondé l’Altlantide
- Wylie Zoran Endal ;
- Marella Adene Redek ;
- M. Forkle ;
- Conseillère Oralie ;
- Sandor.

## Listes des livres
1. Gardiens des cités perdues, Lumen, 2014 ((en) Keeper of the Lost Cities, 2012)  (ISBN 978-2-37102-004-7)Réédition, Pocket Jeunesse, 2016 (ISBN 978-2-266-27066-3)
2. Exil, Lumen, 2015 ((en) Exile, 2013)  (ISBN 978-2-37102-027-6)Réédition, Pocket Jeunesse, 2017 (ISBN 978-2-266-27023-6)
3. Le Grand Brasier, Lumen, 2015 ((en) Everblaze, 2014)  (ISBN 978-2-37102-052-8)Réédition, Pocket Jeunesse, 2018 (ISBN 978-2-266-27024-3)
4. Les Invisibles, Lumen, 2016 ((en) Neverseen, 2015)  (ISBN 978-2-37102-078-8)Réédition, Pocket Jeunesse, 2018 (ISBN 978-2-266-27267-4)
5. Projet Polaris, Lumen, 2017 ((en) Lodestar, 2016)  (ISBN 978-2-37102-089-4)Réédition, Pocket Jeunesse, 2019 (ISBN 978-2-266-29381-5)
6. Nocturna, Lumen, 2017 ((en) Nightfall, 2017)  (ISBN 978-2-37102-141-9)Réédition, Pocket Jeunesse, 2019 (ISBN 978-2-266-29382-2)

6.1. Les Révélations de Keefe, Lumen, 2017 ((en) Keeper of Lost Cities - Nightfall - Bonus short story, 2017)Publié au format numérique uniquement, pas d'ISBN

Le récit est disponible à l’adresse suivante : https://www.editions-lumen.com/preview/GardiensDesCitePerdues-LesRevelationsDeKeefe/index.html
6.2. Une conversation décisive, Lumen, 2019 ((en) Keeper of Lost Cities - Flashback - Bonus short story, 2019)Publié au format numérique uniquement, pas d'ISBN

Le récit est disponible à l’adresse suivante : https://www.editions-lumen.com/preview/NouvelleKeefe2019/#page=1
1. Réminiscences, Lumen, 2018 ((en) Flashback, 2018)  (ISBN 978-2-37102-189-1)Réédition, Pocket Jeunesse, 2022 (ISBN 978-2-266-30537-2)

7.1. Les Incertitudes de Fitz, Lumen, 2018 ((en) Keeper of Lost Cities - Flashback - Bonus short story, 2018)Publié au format numérique uniquement, pas d'ISBN

Le récit est disponible à l’adresse suivante : https://www.editions-lumen.com/preview/GardiensDesCitesPerdues-LesIncertitudesDeFitz/#page=1
1. Héritages, Lumen, 2019 ((en) Legacy, 2019)  (ISBN 978-2-37102-249-2)Réédition, Pocket Jeunesse, 2023 (ISBN 978-2-266-33198-2)

8.1. Tam, prisonnier des Invisibles, Lumen, 2019 ((en) Keeper of Lost Cities - Legacy - Bonus short story, 2019)Publié au format numérique uniquement, pas d'ISBN

Le récit est disponible l’adresse suivante : https://www.editions-lumen.com/preview/NouvelleTam/#page=1
8.5. Le Livre des secrets, Lumen, 2020 ((en) Unlocked, 2020)  (ISBN 978-2-37102-294-2)Réédition, Pocket Jeunesse, 2024 (ISBN 978-2-266-33941-4)
1. Lune stellaire, Lumen, 2022 ((en) Stellarlune, 2022)  (ISBN 978-2-37102-294-2)

9.5. Le Livre des révélations, Lumen, 2024 ((en) Unraveled, 2024)  (ISBN 978-2-37102-464-9)

## Adaptations

### Adaptation en bande dessinée
Une adaptation en bande dessinée est en cours, dont le premier tome est sorti aux États-Unis en novembre 2023, publié par Simon & Schuster. L'adaptation est signée de Celina Frenn et le dessin de Gabriello Chianello. une traduction française est disponible [réf. nécessaire].

### Adaptation au cinéma
Le 11 janvier 2021, il a été annoncé que Ben Affleck réaliserait une adaptation du Gardien des cités perdues pour Walt Disney Pictures.
Le 18 avril 2024, il a été annoncé que Warner Bros. avait obtenu les droits de l'adaptation du Gardien des Cités Perdues, avec Emma Watts en tant que productrice et Messenger en tant que producteur exécutif. Le projet d'adaptation est pour le moment prévu pour 2026, mais il est à craindre que celui-ci soit retardé.